# Santa Chiara (Lecce)
A Santa Chiara egy leccei templom.

## Leírása
A templom építését Tommaso Ammirato püspök rendelte el 1429-ben. 1687 és 1691 között átépítették, ekkor nyerte el ma is látható külsejét.
A templom két emelet magas, teteje egyenes, nem zárja le timpanon. A főhomlokzat gazdagon díszített, kiemelkednek belőle az első szintnél magasabb gazdagon bordázott pilaszterek, amelyek egy virágmotívumokkal díszített, faragott portált vesznek közre. A két emeletet egy fogazott szalagpárkány választja el. A főhomlokzaton minden szinten falfülkék találhatók, ezekből azonban hiányoznak a szobrok. A templom alaprajza nyolcszögletű. Az apró oldalkápolnákat különböző szentek barokk szobrai díszítik. A Szent Klárának szentelt főoltár a tizennyolcadik században került a helyére.